# Hof te Hamme

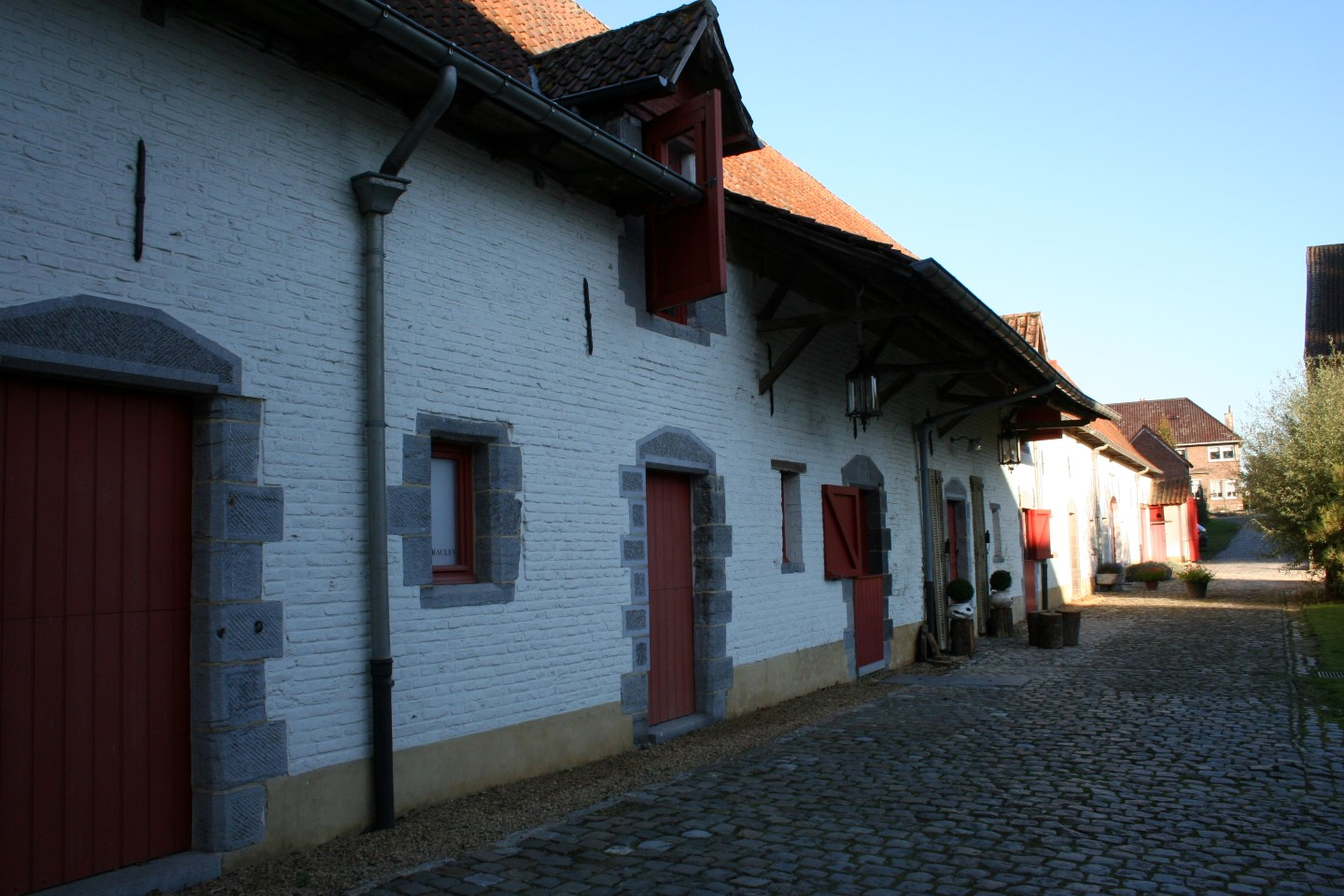
Hof te Hamme: Stalvleugel

Het Hof te Hamme is een historische boerderij in de tot de Vlaams-Brabantse gemeente Merchtem behorende plaats Hamme, gelegen aan Biesboslaan 7, 7AB en Lindestraat 32.

## Geschiedenis
Het Hof te Hamme stamt uit de 11e eeuw en was een waterburcht nabij de Amelgemse Molenbeek. Het hof behoorde tot de bezittingen van de Abdij van Affligem en werd tot eind 14e eeuw bewoond door de heren van Hamme. Ten noorden daarvan lag een pachthoeve, het huidige Hof te Hamme.
Omstreeks 1830 was van de waterburcht niet veel meer over dan een klein gebouw. De boerderijgebouwen werden in de loop van de 19e eeuw verbouwd en er werd zowel gesloopt als bijgebouwd. In 1994 werd het hoevecomplex verbouwd en kwamen er woningen, een cafetaria, tentoonstellingsruimten en dergelijke.
De meeste gebouwen (woonhuis, schuur en stallen) zijn grotendeels 19e-eeuws. Ze staan in een bijna gesloten configuratie om een binnenplaats gegroepeerd.